# I Don't Wanna Grow Up
I Don't Wanna Grow Up è il primo EP della cantante statunitense Bebe Rexha, pubblicato il 12 maggio 2015 dalla Warner Bros. Records.

## Tracce
1. I Don't Wanna Grow Up – 4:08
2. Sweet Beginnings – 3:50
3. I'm Gonna Show You Crazy – 3:27
4. Pray – 3:47
5. I Can't Stop Drinking About You – 3:36